# Нікола Стерджен
Нікола Фергюсон Стерджен (англ. Nicola Ferguson Sturgeon; нар. 19 липня 1970, Ірвін) — шотландська політикиня, колишня лідерка Шотландської національної партії і перша міністерка Шотландії (перша жінка на цій посаді) (2014—2023).

## Життєпис
Народилася 19 липня 1970 року в місті Ірвін.
Вивчала право в Університеті Глазго. Вже у 16 років приєдналась до Шотландської національної партії, яка прагне незалежності Шотландії від Сполученого Королівства. Стерджен одружена і мешкає у Глазго.
Працювала юристкою у Стерлінгу та Глазго. Після невдалих намагань стати членом Палати громад у 1992 і 1997 роках була обрана до Парламенту Шотландії у 1999 році. У 2007 році Стерджен була призначена заступницею першого міністра і міністром охорони здоров'я Шотландії.
Після виборів до британського парламенту 2019 року, що засвідчили тотальну перевагу шотландських націоналістів, які отримали 48 депутатів з можливих 59 до Палати громад у себе вдома, заявила, що має тверді наміри довести процес із відновлення незалежності до логічного фіналу.